# Феліксін (Люблінське воєводство)
Феліксін (пол. Feliksin) — село в Польщі, у гміні Кшивда Луківського повіту Люблінського воєводства.
Населення — 180 осіб (2011).
У 1975-1998 роках село належало до Седлецького воєводства.

## Демографія
Демографічна структура станом на 31 березня 2011 року:
|          | Загалом | Допрацездатний вік | Працездатний вік | Постпрацездатний вік |
| -------- | ------- | ------------------ | ---------------- | -------------------- |
| Чоловіки | 90      | 24                 | 55               | 11                   |
| Жінки    | 90      | 26                 | 43               | 21                   |
| Разом    | 180     | 50                 | 98               | 32                   |